# Kiyonami
Il Kiyonami (清波? lett. "Onda trasparente") è stato un cacciatorpediniere della Marina imperiale giapponese, settima unità della classe Yugumo. Fu varato nell'agosto 1942 dai cantieri navali di Uraga.
Appartenente alla 31ª Divisione, fu immediatamente inviato alla base di Truk e incaricato per diversi mesi di compiti di scorta ai convogli, quindi in luglio raggiunse Rabaul e, nella notte del 12-13, partecipò alla battaglia di Kolombangara. La settimana successiva prese parte a un'altra missione di rifornimento, che riuscì, ma fu affondato la mattina del 20 luglio mentre rientrava alla base. 

## Servizio operativo
Il cacciatorpediniere Kiyonami fu ordinato nell'anno fiscale edito dal governo giapponese nel 1939. La sua chiglia fu impostata nel cantiere navale appartenente alla ditta Uraga, vicino a Tokyo, il 15 ottobre 1941 e il varo avvenne il 17 agosto 1942; fu completato il 25 gennaio 1943 e il comando fu affidato al capitano di fregata Tokiyoshi Arima.
Dopo un rapido addestramento, il 25 febbraio 1943 il Kiyonami fu assegnato alla 31ª Divisione cacciatorpediniere già comprendente i gemelli Naganami, Makinami e Onami: dipendeva dalla 2ª Squadriglia, inquadrata nella 2ª Flotta. Tre giorni più tardi salpò da Yokosuka con lo Umikaze per assisterlo nella scorta agli incrociatori ausiliari Bangkok Maru e Saigon Maru (aventi a bordo una parte della 7ª Forza da sbarco speciale "Sasebo"). Il piccolo convoglio fece tappa l'8 marzo alla base di Truk, dove l'Umikaze si scambiò con l'Onami, e ripartì il 12 alla volta dell'atollo di Tarawa, presso il quale le truppe scesero a terra cinque giorni dopo. Il Kiyonami lasciò a questo punto le altre navi e rientrò direttamente a Truk il 25; fino al 13 maggio il cacciatorpediniere fu impegnato in compiti di protezione a diversi convogli tra l'atollo, la piazzaforte di Rabaul e la base di Kavieng, spesso assieme all'Onami. Dal 5 al 21 giugno fu invece integrato nello schermo difensivo delle due piccole portaerei Unyo e Chuyo che si recarono a Yokosuka, caricarono aeroplani, equipaggi e materiali e tornarono alla base oceanica. L'8 luglio partì assieme all'incrociatore leggero Jintsu (ammiraglia della squadriglia) per raggiungere Rabaul, da dove partivano regolari spedizioni atte a rinforzare la guarnigione sull'isola di Kolombangara, subito dietro la linea del fronte delle Salomone. Il Kiyonami seguì il Jintsu, imitato da altri quattro cacciatorpediniere, e la squadra s'incontrò con il gruppo di rifornimento al largo delle isole Shortland; i giapponesi furono intercettati nelle ultime ore del 12 luglio in pieno sbarco e il Jintsu fu distrutto dal fuoco statunitense guidato dal radar. Il Kiyonami e i cacciatorpediniere amici lanciarono numerosi siluri prima di ripiegare, che infersero gravi colpi alle navi degli Alleati (due incrociatori danneggiati e un cacciatorpediniere affondato). A Rabaul fu organizzato un ennesimo viaggio notturno e il Kiyonami fu di nuovo inserito nel gruppo di copertura, costituito dagli incrociatori pesanti Kumano, Suzuya e Chokai, da quello leggero Sendai e dai cacciatorpediniere Yugure, Hamakaze, Yukikaze. Le unità nipponiche salparono il 19 luglio, arrivarono a Kolombangara e completarono lo sbarco di truppe e rifornimenti senza che si palesasse alcuna opposizione. Sulla rotta del ritorno, però, furono inseguiti da diversi velivoli americani dotati di radar che riuscirono a piazzare colpi sullo Yugure, esploso e affondato quasi subito. Il Kiyonami fu pertanto distaccato per salvare eventuali superstiti e raccolse venti o trenta marinai; riprese dunque la rotta a nord-ovest attraverso le Salomone per rimontare la 2ª Squadriglia. Il mattino presto del 20 l'unità fu individuata e attaccata da bimotori North American B-25 Mitchell dell'United States Army: nonostante le disperate manovre del capitano Arima, l'isolato Kiyonami fu centrato da una bomba a poppa che mise fuori uso eliche e timone. Immobilizzato, fu facile bersaglio per altre bombe che lo distrussero e lo colarono a picco 42 miglia a nord-nord-ovest di Kolombangara (7°13′S 156°45′E). Il Kiyonami e lo Yugure insieme radunavano 468 membri d'equipaggio, ma fu rinvenuto un solo superstite il 5 agosto, appartenente alla prima unità.
Il 15 ottobre 1943 il Kiyonami fu depennato dai ruoli della Marina imperiale.